# 혹성탈출: 노예들의 반란
《혹성탈출: 노예들의 반란》(영어: Conquest Of The Planet Of The Apes)는 1972년에 공개된 미국의 영화이다.《혹성탈출 영화 시리즈》중 하나이다.

## 주연
- 로디 맥도웰 씨저 역
- 돈 머레이 브렉 역